# Cloche (rivière)
Pour les articles homonymes, voir Cloche (homonymie).
Pour un article plus général, voir Réseau hydrographique d'Eure-et-Loir.
La Cloche est une rivière du département français d'Eure-et-Loir, affluent en rive gauche de l'Huisne, sous-affluent de la Loire par la Sarthe et la Maine.

## Communes traversées
Sa source se situe à Frétigny à la sortie de l'étang de la Magnanne. Elle se jette dans l'Huisne à l'extrémité ouest du territoire communal de Margon.
De sa source à sa confluence, la Cloche parcourt 22,7 km et traverse d'est en ouest 6 communes.
D'amont en aval :
- Frétigny ;
- Saint-Victor-de-Buthon ;
- Marolles-les-Buis ;
- Coudreceau ;
- Brunelles ;
- Margon.

## Principaux affluents
Ses principaux affluents sont la Vinette à Marolles-les-Buis et l'Arcisses à Ozée (Margon).